# Ægte mus
 "Mus" omdirigeres hertil. For andre betydninger af Mus, se Mus (flertydig).
Ægte mus (Muridae) er en familie af gnavere. Det er den største gnaverfamilie, og de cirka 700 arter er udbredt i alle verdensdele.
Den sikkert bedst kendte mus er husmusen (Mus musculus). Den findes i næsten alle lande hvor den lever sammen med mennesker i deres huse. Den bruges i laboratorier som forsøgsdyr, og den er også et populært kæledyr.

## Udseende
De ægte mus er små dyr, op til rottestørrelse, der er ret ens af udseende. Snuden er spids, ørerne er store og normalt let synlige, og overlæben er kløvet i et hareskår. Halen er lang, skælklædt og med spredte, korte hår. På forpoten findes fire tæer og på bagpoten fem tæer.
I tandsættet findes i alt fire fortænder, der er rodåbne, det vil sige at de er uden rod og kan vokse i hele dyrets levetid. I hver kæbehalvdel sidder desuden tre kindtænder med rødder. De er lavkronede og knudrede.

## Danske arter
I Danmark findes følgende arter af ægte mus:
- Husmus (Mus musculus)
- Halsbåndmus (Apodemus flavicollis)
- Skovmus (Apodemus sylvaticus)
- Brandmus (Apodemus agrarius)
- Dværgmus (Micromys minutus)
- Brun rotte (Rattus norvegicus)
- Husrotte (Rattus rattus)